# Ganümédész-festő
A Ganümédész-festő körülbelül i. e. 340 és i. e. 320 között aktív,  Dél-Itáliában, Apuliában alkotó görög vázafestő volt. Pontos születési és halálozási dátuma nem ismert és mivel nem szignálta alkotásait, neve sem maradt ránk. Nevét egy voluta-kratér nyakán található Ganümédész-ábrázolásról kapta.
Együtt dolgozott a késői apuliai vázafestészet egyik jelentős alkotójával a Patera-festővel, ezt hasonló stíluselemeik és témaválasztásuk bizonyítja. Viszont a Ganümédész-festő ambiciózusabb alkotó volt, nagyobb formátumú kompozíciókat festett.
Az általa ábrázolt naiszkoszokban (kisméretű templomok) általában két alakot jelenített meg, esetenként egy lóval. Külön érdekesség az a képe, ahol a lanton játszó Orpheuszt ábrázolta egy költő sírjánál. A hüdriákon a naiszkoszok mellett mindig nőalakok jelennek meg az épületen belül viszont egy virágzó növény látható. Esetenként a fegyverzet egyes darabjait (sisakot, pajzsot stb.) ábrázol az épületben amitől az egész kép meglehetősen zavarossá válik. A virág díszítőelemei bonyolultak és viszonylag gondosan megrajzoltak, a virágok közt madarak is előfordulnak. A vázák nyakán legtöbbször egy női fej látható virágmotívumok között, hozzáadott fehér festék használatával. 
Figuráinak kerek arcot festett, rajzstílusa összességében kevésbé darabos, férfialakjai tekintete kevésbé szigorú mint a Patera-festőé. Az alakok sokszor tartanak valamit a kezükben, legyezőt, nyitott dobozokat stb. A tárgyakat egy vízszintes vonallal kettéosztotta, és sarkaikba a Patera-festőtől eltérően nem fekete hanem fehér foltokat festett.
Kisebb edényeire a nagyobb kompozícióiból választott egy-egy részletet, hátoldalukra két-két fiatal, fehér fejpántot viselő férfialakot festett. Néhány mitológiai jelenetekkel díszített nagyméretű edényt is festett, ezek főleg voluta-kratérek, illetve hüdriák.
Néhány kancsó tetején egy nagyon jellegzetes női fej ábrázolás látható csíkos fehér sapkában. Hasonló ábrázolások előfordulnak más festők képein is, ezek is valószínűleg a Ganümédész-festő műhelyében készültek. Ehhez az edénycsoporthoz körülbelül hatszáz váza tartozik egy vagy két figurával a Patera- vagy a Ganümédész-festő stílusában festve.